# Цілинні пришляхові смуги
Цілинні пришляхові смуги — ботанічний заказник місцевого значення. Об'єкт розташований на території Гуляйпільського району Запорізької області, біля села Гуляйпільське.
Площа — 2 га, статус отриманий у 1980 році.
Статус надано з метою охорони місць зростання лікарських рослин. Охороняються цілинні ділянки вздовж шосейної дороги, де зростає пижмо, деревій.